# لوغان براون
لوغان براون (بالإنجليزية: Logan Brown)‏ هو لاعب هوكي الجليد كندي وأمريكي، ولد في 5 مارس 1998 في رالي في الولايات المتحدة.

## وصلات خارجية
- لوغان براون على موقع دوري الهوكي الوطني (الإنجليزية)
- لوغان براون على موقع EliteProspects.com (الإنجليزية)
- لوغان براون على موقع HockeyDB.com (الإنجليزية)
- لوغان براون على موقع Hockey-Reference.com (الإنجليزية)